# El tango en el cine
 El tango en el cine  és una pel·lícula documental de muntatge de l'Argentina dirigida per Guillermo Fernández Jurado i Rodolfo Corral segons el guió dels directors escrit en col·laboració amb Jorge Miguel Couselo i textos de Mariano Calistro i Jorge Miguel Couselo que no es va exhibir comercialment però es va estrenar a la Sala Leopoldo Lugones del Teatro General San Martín el 23 d'octubre de 1980. El film va comptar amb la participació de Lucas Demare i la locució va estar a càrrec de Héctor Conlazo.

## Argument
És un film de muntatge amb escenes de 30 pel·lícules de l'Argentina i d'altres països vinculades amb el tango.

## Repartiment
- Lucas Demare…
- Héctor Conlazo …Locució

## Comentaris
Claudio España va dir:
| « | ”És una visió afectuosa i, a més, la primera recopilació abraçadora de la major part de l'expressió d'aquesta música.” | » |

Manrupe i Portela escriuen:
| « | ”És una antologia important per una aproximació a la relació entre els dos fenòmens culturals que involucren al cinema i el tango.” | » |